# Nikołaj Sztemberg
Nikołaj Konstantinowicz Sztemberg, ros. Николай Константинович Штемберг (ur. 11 grudnia 1872 r. w Kijowie, zm. 1 maja 1947 r. w Wersalu) – rosyjski pedagog emigracyjny, działacz społeczno-kulturalny
Ukończył seminarium duchowne w Moskwie. Uczył w korpusie morskim. Następnie pełnił funkcję inspektora i dyrektora szkół średnich w Rosji. Podczas wojny domowej wyjechał do Polski. W 1920 r. został członkiem Rady Cerkiewnej. Do 1924 r. był też dyrektorem gimnazjum rosyjskiego w Warszawie, po czym przyjechał do Gdańska. Stamtąd wyemigrował do Francji, gdzie od pocz. lat 30. uczył literatury, historii i języka rosyjskiego w rosyjskim korpusie kadetów w Wersalu. W 1939 r. został jego dyrektorem. W latach powojennych był członkiem Stowarzyszenia Byłych Absolwentów Rosyjskiego Korpusu Kadetów – Liceum w Wersalu i Stowarzyszenia Odnowicieli Pamięci Imperatora Nikołaja II.